# Cementerio Notre-Dame-des-Neiges
El Cementerio Notre-Dame-des-Neiges es un cementerio situado en Montreal. Fue fundado en 1854 y se ubica en el distrito de Côte-des-Neiges–Notre-Dame-de-Grâce, al costado oeste del parque Mont-Royal. Ocupa 139 hectáreas, siendo el cementerio más grande de Canadá y el tercer cementerio más grande de Norteamérica. En 1998 fue designado Sitio Histórico Nacional de Canadá.
Entre las personalidades canadienses que se encuentran sepultadas en el cementerio, se puede mencionar a Robert Bourassa, George-Étienne Cartier, Honoré Mercier, Maurice Richard y Jeanne Sauvé.

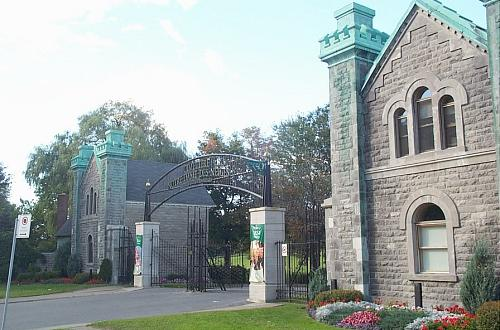
Ingreso al cementerio.